# Gəraybəyli (Ucar)
Gəraybəyli è un comune dell'Azerbaigian situato nel distretto di Ucar. Conta una popolazione di 1 128 abitanti.